# 多尔罗特费尔德
多尔罗特费尔德是德国石勒苏益格－荷尔斯泰因州的一个市镇。总面积4.99平方公里，总人口269人，其中男性150人，女性119人（2011年12月31日），人口密度54人/平方公里。